# I Don’t Wanna Face It
 I Don’t Wanna Face It (englisch für „Ich will mich dem nicht stellen“) ist ein Lied von John Lennon aus dem Jahr 1980, das von ihm geschrieben und in Kooperation mit Yoko Ono produziert wurde. Es erschien im Januar 1984 auf dem Album Milk and Honey.

## Hintergrund

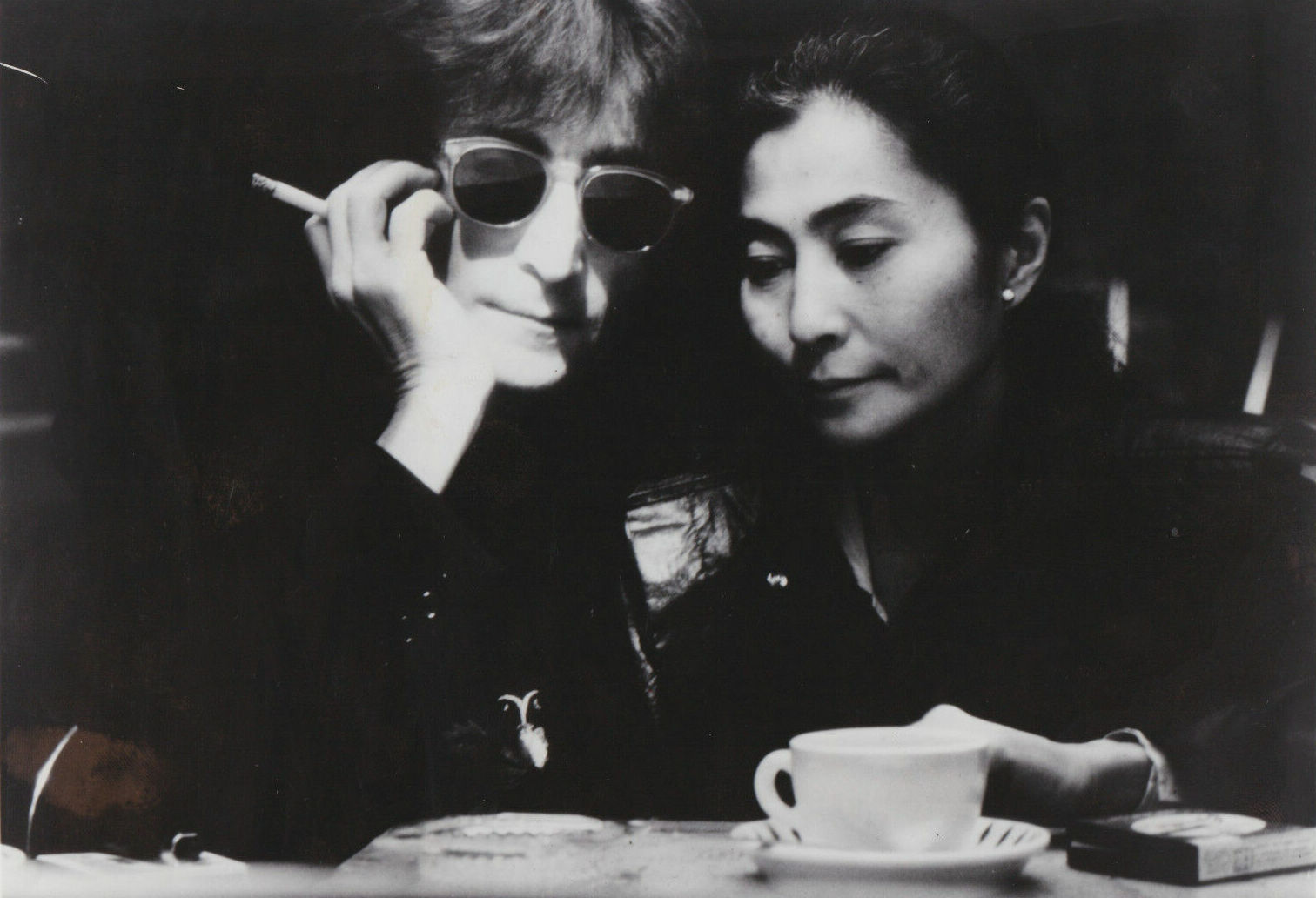
John Lennon und Yoko Ono, 1980

I Don’t Wanna Face It wurde 1977 geschrieben, gegen Ende des Jahres nahm John Lennon eine Reihe von Heimdemos vom Lied auf. Lennons Heimdemos wurden auf einer akustischen Gitarre gespielt und manchmal von einer Drum-Maschine begleitet. Sein Gesang auf diesen Aufnahmen wies oft komödiantische Akzente auf, was darauf hindeutet, dass er die Botschaft nicht als besonders ernst erachtete. 
Ein weiteres Demo wurde während Lennons Urlaub auf den Bermudas im Juni 1980 aufgenommen, zu einer Zeit, als er darüber nachdachte, in die Öffentlichkeit zurückzukehren. Der Text ist teilweise humorvoll rückblickend auf seine Karriere ausgerichtet: „Sag, du suchst etwas Frieden und Liebe, Anführer einer großen alten Band, Du willst die Menschheit retten, Aber es sind Menschen, die du einfach nicht ausstehen kannst.“ Weitere Textzeilen beziehen sich auf die Gegenwart: „Nun, jetzt suchst du nach einer Welt der Wahrheit, Versuch, einen besseren Weg zu finden. Die Zeit ist gekommen, dich selbst zu sehen. Du schaust immer in die andere Richtung.“
John Lennon überlegte, I Don’t Wanna Face It an Ringo Starr für sein Album Stop and Smell the Roses zu geben. Im Jahr 1981 wurde berichtet, dass Julian Lennon erwog, I Don’t Wanna Face It aufzunehmen, nachdem der Assistent seines Vaters, Fred Seaman, ihm eine Kopie des Bermuda-Tapes gegeben hatte. Schließlich verhinderte Yoko Ono, dass es dazu kam.

## Aufnahme

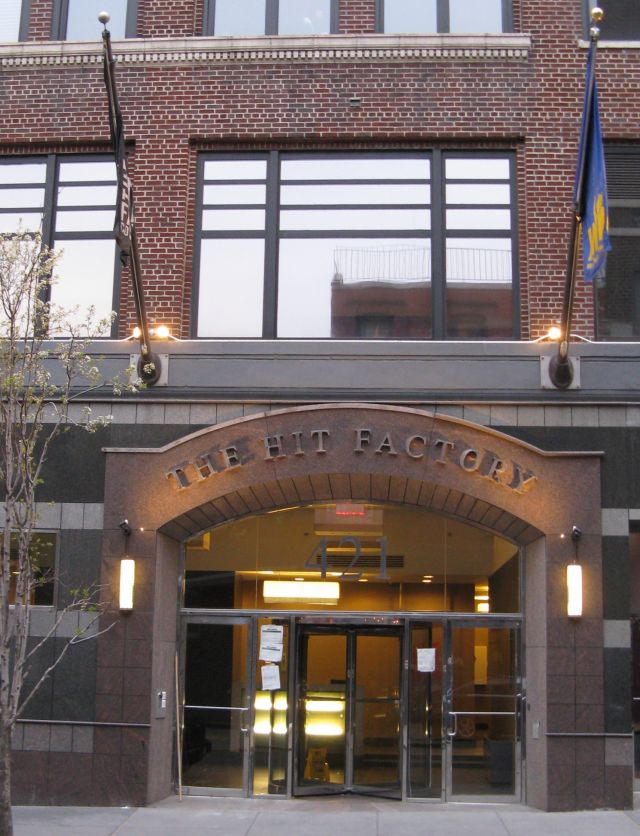
Aufnahmestudio The Hit Factory

Die Aufnahmesessions für I Don’t Wanna Face It fanden am 2. September 1980, während der Double-Fantasy-Sessions, im Studio The Hit Factory in New York statt, wobei Jack Douglas, John Lennon und Yoko Ono als Produzenten fungierten. Lee DeCarlo, John Smith, James Ball, Tony Davillo und Julie Last waren die Toningenieure der Aufnahme. 
I Don’t Wanna Face It wurde nicht für das Album Double Fantasy verwendet und auch nicht fertiggestellt. Im Jahr 1983 nahm Yoko Ono die Arbeiten an dem Album Milk and Honey wieder auf. Die Abmischungen und weitere Bearbeitungen erfolgten in den A and R Studios und Sterling Sound Studios in New York sowie in den The Automatt Studios in San Francisco. Toningenieure waren Jon Smith, Michael Barbiero und Steve Thompson.
Obwohl der Musikproduzent Jack Douglas 1980 an der Produktion von I Don’t Wanna Face It beteiligt war, wird er nicht als Koproduzent erwähnt. Ein Grund könnte gewesen sein, dass Yoko Ono und Jack Douglas seit Juli 1981 eine gerichtliche Auseinandersetzung über die Höhe der Produktionstantiemen für das Album Double Fantasy hatten.
Besetzung:
- John Lennon: Gesang, E-Gitarre
- Earl Slick: E-Gitarre
- Hugh McCracken: E-Gitarre
- Tony Levin: Bassgitarre
- George Small: Keyboard
- Andy Newmark: Schlagzeug
- Arthur Jenkins: Perkussion

## Veröffentlichung

### Singleveröffentlichungen
In Kanada wurde in 1984 die Promotion-7″-Vinyl-Single I Don’t Wanna Face It veröffentlicht.

### Albumveröffentlichungen
- Am 23. Januar 1984 erschien das Album Milk and Honey auf dem sich I Don’t Wanna Face It befindet.
- Auf der John Lennon Anthology erschien am 2. November 1998 eine alternative Studioversion, die einen längeren Anfang und ein musikalisch anderes Outro. Lennons Gitarren-Outro in dieser alternativen Version wurde später für den Übergang zwischen I’m Losing You und Onos I'm Moving On verwendet, die auf Double Fantasy erschienen.
- I Don’t Wanna Face It befindet sich auf folgenden John Lennon-Kompilationsalben: Lennon, Peace, Love & Truth, Gimme Some Truth und Signature Box.

## Coverversionen
Es gibt mindestens zwei Coverversionen von I Don’t Wanna Face It.